# Centriscus cristatus
Espèce
Centriscus cristatus, communément nommé grand poisson-rasoir, est une espèce de poissons osseux de la famille des Centriscidés et est le plus grand représentant de ce groupe.

## Description
Le grand poisson-rasoir possède un corps à la fois très étiré et compressé latéralement, il peut atteindre une taille de 30 cm maximum Son museau tubulaire est effilé et long. Ses nageoires sont translucides et son épine dorsale est rigide. Sa livrée est argentée brillante avec une ligne médiane jaunâtre plus ou moins sombre selon les individus avec des stries bleutées perpendiculaires à la ligne médiane.

## Distribution & habitat
Le grand poisson-rasoir se rencontre dans la zone Indo-Pacifique centrale comprise entre la Péninsule malaise et la partie occidentale de l'Indonésie pour l'ouest, les îles Marshall à l'est, les côtes australiennes incluant la Nouvelle-Calédonie au sud et le sud du Japon pour le nord. Il affectionne les eaux côtières peu profondes ainsi que les estuaires et ce jusqu'à 10 m de profondeur.

## Biologie
Il peut être observé seul ou en groupe, se déplaçant la tête vers le fond sauf en cas de danger où il adoptera la nage à l'horizontale. Il se nourrit essentiellement de petits crustacés planctoniques.